# They Flew Alone
They Flew Alone é um filme de drama britânico de 1942 dirigido por Herbert Wilcox, baseado na biografia da aviadora Amy Johnson.